# 生神女庇護聖堂 (ハルビン)
ハルビンの生神女庇護聖堂（はるびんせいぼしゅごきょうどう、哈尔滨圣母守护教堂または、哈尔滨圣母帡幪教堂）は、中国黒竜江省ハルビン市にある中華東正教会（中国正教会）のハルビン・満州主教区に所属する教会。生神女庇護祭を記憶する聖堂であり、世界中にある生神女庇護聖堂（日本正教会による定訳）の一つである。黒龍江省内の正教会では唯一教会活動が行なわれている。
当聖堂にはハルビン聖母守護教堂、ウクライナ教堂、ウクライナ教会、聖母守護教会、聖母帲幪教会、中華東正教会ハルビン教会などの別称・表記が存在する。日本語のみならず中国語でも表記には様々なものがある。
ロシア語では"Храм Покрова Пресвятой Богородицы"または "Церковь Покрова в Харбине"と呼ばれている（英語ではChurch of the Intercession in Harbinと表記されうる）。ウクライナ人の参加が多かったため「ウクライナ教堂」とも呼ばれていた。中国本土に現存する唯一のビザンチン様式の正教会の聖堂（Русский стиль правослвных храмов в Харбине｝である。

## 概要
現在は三自愛国運動の影響を受けた中華東正教会（中国正教会）の主要教会である。ハルビン市内の正教会で唯一教会活動が行なわれているところである。毎週日曜日午前のみならず、復活大祭、クリスマスなどの祭日には信徒が祈祷を行っている。

### 沿革
- 1902年、ロシア人墓地に付属する祈祷所が建設された。
- 1922年、中東鉄路の建設、義和団の乱、日露戦争に際して亡くなったロシア人たちの霊を守護するため、中東鉄路局の出資により木造の教会堂を起工。11月落成。
- 1930年、中東鉄路局が費用を負担して、Yu. P. ジダーノフ（Ю. П. Жданов）の設計による現在の石造りの教会堂が完成。
- 1947年まで、おもにウクライナ人の教会であった
- 1958年以降、「中ソ対立」の影響で、ソ連関係住民の出国者が増えたため活動は低調になり、1965年に教会は閉鎖される。新華書店、サーカス場などとして利用される。文化大革命の時期には朱世僕司祭は長期にわたりハルビン市内の釘工場で労働改造処分を受ける。
- 1984年10月14日、生神女庇護祭の日にあわせて教会活動を再開。
- 2000年9月、朱世僕司祭が逝去し、それ以来現在に至るまで神品を持たずに活動していた。
- この間、イラリオン府主教、キリル総主教が中国訪問の際に、ここで奉神礼を行なっている。
- 2016年5月1日、2年前にロシア・ペテルブルクで輔祭に聖別された中国人、アレクサンドル遇石（Aleksandr Yu Shi）が久しぶりに復活祭の奉神礼を行った。 [2] [3]

住所は、ハルビン市南崗区東大直街268号で、敷地面積は3,000平米。市内南崗区の「紅博広場」（ここに聖ニコライ中央聖堂、別名：喇叭教堂、写真は英語ページHarbin Russiansに）から東北方面へいった東大直街にあり、そこは「教会通り」になっていて、この教会のすぐ東にプロテスタント教会（ハルビン南崗キリスト教会）があり、向かいにカトリック教会（ハルビン聖心天主教堂）もあり、少し離れて仏教の極楽寺もある。